# Rolf Liebermann
Pour les articles homonymes, voir Liebermann.
Rolf Liebermann, né à Zurich le 14 septembre 1910 et mort à Paris le 2 janvier 1999, est un musicien suisse, compositeur, chef d'orchestre, metteur en scène et producteur. 

## Biographie

### Formation
Il étudie le droit à l'université de Zurich et la musique en conservatoire privé avec José Berr (1929-1933). 
Il est à l'occasion saxophoniste dans un orchestre de jazz et chante dans des cabarets ; sa rencontre avec la chanteuse allemande Lale Andersen inspira Rainer Werner Fassbinder pour son film Lili Marleen.

### Au service de la musique des autres
(mai 2025).
- Il perfectionne sa direction d’orchestre auprès d’Hermann Scherchen dont il devient l'assistant à Vienne et Budapest, jusqu’en 1938.
- 1938-1940 Service militaire
- En 1940 il travaille avec Wladimir Vogel.
- Après la Guerre, il est producteur à Radio Zürich (1945-1950), directeur artistique de l’Orchestre de la Radio suisse alémanique à Zurich (1950-1957), directeur de orchestre de Norddeutscher Rundfunk (NDR, Radio de l'Allemagne du Nord) de Hambourg 1957-1959)
- En 1959, il devient l'intendant à l’Opéra d'État de Hambourg. Il le quittera en 1972 après en avoir fait la première scène lyrique du monde sur le plan de la création et du répertoire contemporain.

En 1973, Marcel Landowski et Hugues Gall, à la demande de Jacques Duhamel, alors ministre de la Culture, le convainquent de prendre la tête de la Réunion des théâtres lyriques nationaux. Toutefois, sous prétexte que seul un Français peut devenir administrateur général, les statuts de la RTLN sont modifiés et Rolf Liebermann est seulement nommé « administrateur de l'Opéra ». La troupe permanente n'ayant pas été renouvelée, il attire les voix, les chefs et les metteurs en scène internationaux. Le public peut ainsi écouter Teresa Berganza, Plácido Domingo, Ruggero Raimondi, Birgit Nilsson, Luciano Pavarotti, Kiri Te Kanawa, Frederica von Stade, Mirella Freni, Piero Cappuccilli, Jon Vickers, Margaret Price pour les chanteurs et Karl Böhm, Georg Solti, Lorin Maazel, Seiji Ozawa, Claudio Abbado pour les chefs d'orchestre. C'est aussi sous son règne que l'opéra a vu se renouveler la pratique du ballet, d'abord en reprogrammant des chorégraphies de Vaslav Nijinski (L'Après-midi d'un faune) ou de Marius Petipa (La Belle au bois dormant). Rolf Liebermann a aussi su faire une place à la création contemporaine en ouvrant les portes du Palais Garnier à de prestigieux créateurs comme Roland Petit, Maurice Béjart ou Carolyn Carlson.
Rolf Liebermann, souvent accusé de francophobie par les employés et les chanteurs, doit faire face à de nombreuses difficultés, y compris une grève le jour de la visite du Président Valéry Giscard d'Estaing, essentiellement parce qu'il a tué le vivier du chant français en dissolvant la troupe mais aussi parce que les chanteurs étrangers étaient payés trois fois plus cher que leurs homologues français (le baryton Robert Massard parle de son cachet de 8000 francs tandis qu'un baryton italien touchait 24 000 francs). Il entre en conflit avec Jean Salusse, président du conseil d'administration, qui finit par se suicider en juillet 1977. Il est également mis en cause par un rapport de l'Inspection générale des finances, organisé par François Bloch-Lainé. Le 8 février 1978, la Réunion des théâtres lyriques nationaux est dissoute et Rolf Liebermann reçoit le titre d'administrateur général du Théâtre national de l'Opéra de Paris. Il y reste jusqu'à la fin de 1980. 
Durant cette période furent montés au palais Garnier et à la Salle Favart, plus de cinquante spectacles différents, aux mises en scènes souvent novatrices contestées, avec des distributions éblouissantes. Parmi les spectacles les plus marquants :
- Les Noces de Figaro de Mozart, mises en scène par Giorgio Strehler (mars 1973),
- Boris Godounov de Moussorgski, mis en scène par Joseph Losey (juin 1980),
- et la création mondiale de la version en 3 actes de Lulu d’Alban Berg sous la direction de Pierre Boulez, mise en scène par Patrice Chéreau (24 février 1979).
- La Bohème de Puccini mise en scène par Gian Carlo Menotti
- le Faust de Gounod et Pelléas et Mélisande de Claude Debussy mis en scène par Jorge Lavelli
- Les Contes d'Hoffmann d'Offenbach mis en scène par Patrice Chéreau

En 1985, il est rappelé à l’Opéra de Hambourg où il reste jusqu’en 1988.
Il a été membre du jury du Concours International de Piano de Santander Paloma O’Shea en 1992.

### Compositeur
Ses compositions empruntent, dans un langage expérimental, à une grande variété de styles et de techniques, du baroque français au dodécaphonisme viennois. Il a aussi composé chansons et musique légère.
- 1947 : il se lance dans la composition et se fait connaître avec son spectaculaire Furioso pour orchestre.
- 1952 : Léonore 40/45, spectacle lyrique créé à Bâle
- 1954 : Pénélope, spectacle lyrique créé à Salzbourg
- 1954 : Concerto pour jazz-band et orchestre
- 1955 : l’École des femmes, d’après Molière, spectacle lyrique créé à Louisville ; nouvelle production en 1957 à Salzbourg
- 1964 : création de la Symphonie des échanges pour l'Expo de 1964 à Lausanne
- 1987 : création de son quatrième opéra La Forêt, commandé par Hugues Gall.
- 1992 : création de sa dernière œuvre, l'opéra Acquittement pour Médée

## Écrits
- Rolf Liebermann, Actes et entractes, Paris, Stock, 1976
- Rolf Liebermann, En passant par Paris, Paris, Gallimard, 1980.

## Distinctions
- 1973 : Prix du Brigadier pour Les Noces de Figaro
- 1974 : Commandeur de l'Ordre de la Légion d'honneur[5]
- 1980 :  Commandeur de l'ordre des Arts et des Lettres le 3 juillet 1980[6].
- 1997 : Médaille Goethe